# Samyda villosa
Samyda villosa là một loài thực vật thuộc họ Salicaceae. Đây là loài đặc hữu của Jamaica.